# قباق تپه (میراث)
قباق تپه مربوط به دوره اشکانیان - دوران‌های تاریخی پس از اسلام است و در شهرستان کبودرآهنگ، بخش مرکزی، روستای قباق تپه واقع شده و این اثر در تاریخ ۱۰ دی ۱۳۸۱ با شمارهٔ ثبت ۷۰۱۵ به‌عنوان یکی از آثار ملی ایران به ثبت رسیده است.